# Diskonto
För den svenska musikgruppen, se Diskonto (musikgrupp).

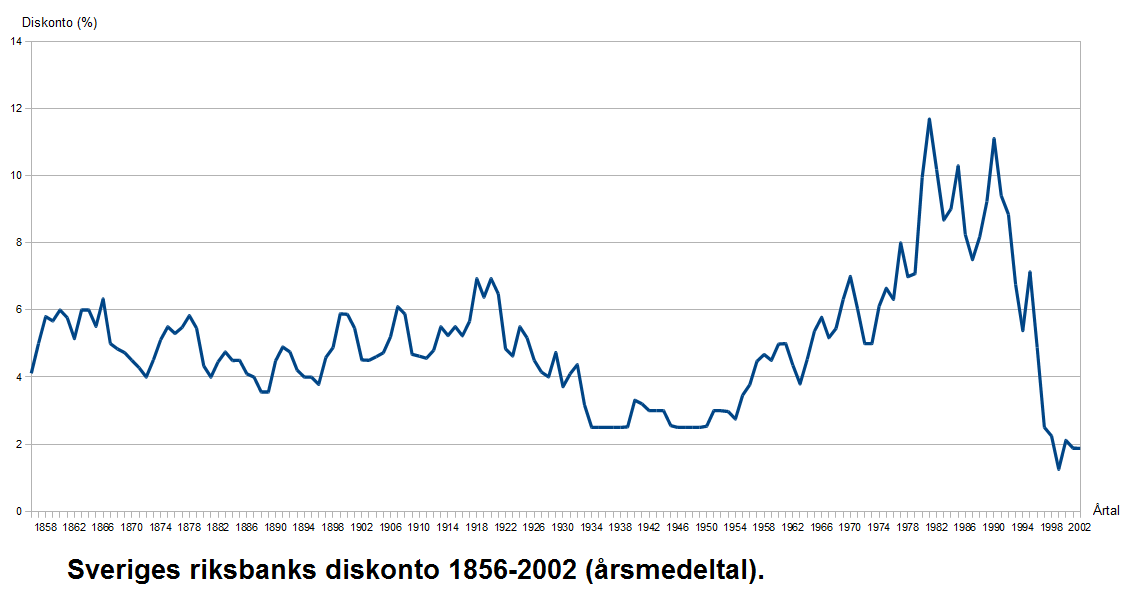
Diskontots förändring i Sverige 1856-2002 (årsmedeltal).

Diskonto var fram till 30 juni 2002 riksbankens officiella räntesats och fastställdes kvartalsvis av Riksgäldskontoret. Den var normgivande för till exempel de olika kreditinstitutens inlånings- respektive utlåningsräntor, samt för den lagstadgade dröjsmålsavgiften. Från den 1 juli 2002 ersattes den av referensräntan.